# Spreeinsel
La Spreeinsel (« Île de la Spree ») est une île fluviale située à Berlin, en Allemagne, entre la Spree à l'est et le Kupfergraben à l'ouest.
Elle constitue le sous-quartier (Stadtviertel) de Cölln ou Altkölln, dans le quartier (Ortsteil) Berlin-Mitte et dans l'arrondissement de Mitte (Bezirk). 
Le centre de l'île était autrefois occupé par le Château de Berlin, démoli en 1950 pour être remplacé par le Palais de la République, lui-même rasé en 2008.
Elle est en fait constituée de deux parties :
- celle au nord est appelée l'île aux Musées (Museumsinsel) ;
- celle au sud est baptisée l'île au Pêcheur(Fischerinsel).